# Aglaia heterotricha
Aglaia heterotricha là một loài thực vật]] thuộc họ Meliaceae. Đây là loài đặc hữu của Tonga.